# See You Tour
See You Tour – piąta trasa koncertowa grupy muzycznej Depeche Mode, w czasie której odbyło się w trzydzieści siedem koncertów.

## Lista utworów
1. Shout!
2. I Sometimes Wish I Was Dead
3. Boys Say Go!
4. Puppets
5. See You
6. Big Muff
7. Now This Is Fun
8. New Life
9. Ice Machine
10. Tora! Tora! Tora!
11. The Meaning of Love
12. Just Can’t Get Enough
13. What's Your Name
14. Photographic
15. Dreaming of Me
16. I Like It
17. Television Set

## 1982.02.10
Zespół zagrał minikoncert w studio BBC w Londynie.
Program koncertu wyglądał następująco:
1. Shout!
2. I Sometimes Wish I Was Dead
3. Puppets
4. New Life
5. See You
6. Now, This Is Fun
7. Boys Say Go!
8. The Meaning of Love
9. What's Your Name?

## Muzycy
1. David Gahan – wokale główne (z wyjątkiem "Big Muff")
2. Martin Gore – syntezator, chórki (z wyjątkiem "Big Muff"), perkusja elektryczna
3. Andrew Fletcher – syntezator, chórki (z wyjątkiem "Big Muff"), perkusja elektryczna
4. Alan Wilder – syntezator, chórki (z wyjątkiem "Big Muff"), perkusja elektryczna

## Koncerty
1. 31 października 1981 – Newcastle upon Tyne (Wielka Brytania) – University
2. 10 lutego 1982 – Londyn (Wielka Brytania) – BBC Paris Studio
3. 12 lutego 1982 – Cardiff (Wielka Brytania) – Top Rank
4. 13 lutego 1982 – Londyn (Wielka Brytania) – Hammersmith Odeon
5. 14 lutego 1982 – Portsmouth (Wielka Brytania) – Guildhall
6. 15 lutego 1982 – Bath (Wielka Brytania) – The Pavilion
7. 16 lutego 1982 – Exeter (Wielka Brytania) – University
8. 18 lutego 1982 – Stoke-on-Trent (Wielka Brytania) – Victoria Hall
9. 19 lutego 1982 – Leeds (Wielka Brytania) – University
10. 20 lutego 1982 – Newcastle upon Tyne (Wielka Brytania) – City Hall
11. 21 lutego 1982 – Glasgow (Wielka Brytania) – Tiffanys
12. 22 lutego 1982 – Hull (Wielka Brytania) – The Tower
13. 24 lutego 1982 – Norwich (Wielka Brytania) – U. E. A.
14. 25 lutego 1982 – Canterbury (Wielka Brytania) – Kent University
15. 26 lutego 1982 – Oxford (Wielka Brytania) – Polytechnic
16. 27 lutego 1982 – Londyn (Wielka Brytania) – Bridgehouse
17. 28 lutego 1982 – Londyn (Wielka Brytania) – Hammersmith Odeon

1. styczeń 1982 – Rayleigh (Wielka Brytania) – Crocs
2. 22 stycznia 1982 – Nowy Jork (USA) – The Ritz
3. 23 stycznia 1982 – Nowy Jork (USA) – The Ritz

1. 4 marca 1982 – Madryt (Hiszpania) – Rockola
2. 5 marca 1982 – Madryt (Hiszpania) – Rockola
3. 20 marca 1982 – Sztokholm (Szwecja) – The Ritz
4. 24 marca 1982 – Hamburg (RFN) – Trinity Hall
5. 25 marca 1982 – Hanower (RFN) – Ballroom Blitz
6. 26 marca 1982 – Berlin (RFN) – Metropol
7. 28 marca 1982 – Rotterdam (Holandia) – De Lantaren
8. 30 marca 1982 – Oberkorn (Luksemburg) – Rainbow Club
9. 2 kwietnia 1982 – Paryż (Francja) – Le Palais
10. 3 kwietnia 1982 – Bruksela (Belgia) – Volksbelang
11. 10 kwietnia 1982 – Saint Helier (Wyspy Normandzkie) – Fort Regent
12. 12 kwietnia 1982 – Saint Peter Port (Wyspy Normandzkie) – Beau Sejour
13. 7 maja 1982 – Nowy Jork (USA) – The Ritz
14. 8 maja 1982 – Filadelfia (USA) – East Side Club
15. 9 maja 1982 – Toronto (Kanada) – Concert Hall
16. 10 maja 1982 – Chicago (USA) – Stages
17. 12 maja 1982 – Vancouver (Kanada) – Love Affair
18. 14 maja 1982 – San Francisco (USA) – Kabuki Thjeatre
19. 15 maja 1982 – Pasadena (USA) – Perkins Palace
20. 16 maja 1982 – Los Angeles (USA) – The Roxy